# Vassili Ochtchepkov
Vassili Sergueïevitch Ochtchepkov (1893-1937) est un judoka russe fondateur du sambo.

## Biographie

### Enfance
Vassili Ochtchepkov est né à la fin décembre 1892 (selon le calendrier julien) dans le village d'Alexandrovsky, sur l'île Sakhaline, dans un centre pénitentiaire pour femmes. Maria Ochtchepkova, sa mère, était une paysanne veuve. Dès ses premières années, l'enfant est marqué à vif : c'est un enfant de naissance illégitime et est fils d'une prisonnière. Il semble que le jeune Vassili Ochtchepkov est destiné à un destin tragique. Il perdit sa mère à l'âge de 11 ans, mais quelques années plus tard, son avenir devint plus prometteur lorsqu'il rencontra un homme noble et exceptionnel ; l'Archevêque Nicolas de l'Église Chrétienne Orthodoxe russe. Sans avoir tous les fonds nécessaires, l'Archevêque Nicolas réussit à fonder quelques écoles au Japon (après la défaite de la Russie lors de la guerre russo-japonaise de 1905, l'île de Sakhaline était devenue un territoire japonais). Dans l'une d'elles, le Séminaire spirituel de Kyoto, Vassili Ochtchepkov a pu faire son entrée en 1907 à l'âge de 14 ans grâce à un bienfaiteur inconnu, probablement l'Archevêque Nicolas. Au séminaire, Vassili Ochtchepkov reçut une très bonne éducation, lui permettant de renouer ainsi avec les anciennes traditions russes. Enfin la bonne fortune lui souriait ; orphelin, de naissance illégitime, fils d'une prisonnière, il avait la possibilité d'être initié à la prêtrise… mais Vassili avait d'autres intérêts. Parce que l'archevêque était un homme large d'esprit, il donnait la possibilité aux jeunes d'étudier au séminaire le judo : lutte japonaise créée 25 ans auparavant par Jigoro Kano. Vassili y porta un intérêt très marqué. Élève habile et adroit, il étudia rapidement les techniques de cette forme de lutte japonaise. Son professeur qui l'appréciait bien, lui rendit une importante faveur. Une fois par an avaient lieu les sélections des meilleurs élèves pour pouvoir aller étudier le judo au fameux Kodokan (École de Jigoro Kano, fondateur du Judo). Son professeur, sous le plus grand secret, lui révéla le principe peu usuel pour la réussite de cette sélection.

### Au Kodokan
Le jour fatidique arriva. Plusieurs jeunes étaient réunis, agenouillés sur les tatamis de paille. Le créateur du judo, Jigoro Kano, commença son discours devant l'assemblée. Le discours à tendance moralisatrice fut vraiment très long et franchement ennuyant. Avec tout le respect qui devait être accordé à l'orateur, il était vraiment difficile pour de jeunes gens de rester en place et de ne pas se retourner et regarder ailleurs. Mais Vassili Ochtchepkov savait, les instructeurs du Kodokan les surveillaient de près à l'arrière. Chaque mouvement d'inattention, chaque manque de concentration était considéré comme un manque de respect envers le Grand Maître et son judo. Vassili n'avait pas une grande expérience dans le maintien de la position agenouillée japonaise, le seiza. Il avait des crampes, la sensation que des aiguilles lui transperçaient les jambes. Il aurait bien voulu les étirer un peu ou simplement les bouger, mais il resta en seiza sans bouger. Il savait qu'il devait rester immobile et concentré sur les propos de Jigoro Kano pour être sélectionné. Quand finalement, une personne finit par venir le voir pour lui annoncer qu'il était admis au Kodokan, il ne put même pas se lever. Il roula simplement sur le côté pour pouvoir détendre ses jambes.
Dans les archives du Kodokan, on retrouve la trace de l'admission de Vassili Ochtchepkov en date du 29 octobre 1911. Vassili étudia le judo à temps plein avec Jigoro Kano. Même les spécialistes japonais pensaient que l'entraînement au judo japonais était au-delà des forces d'un Européen. L'entraînement ne se fit pas sans heurts. En ce temps-là, le système était sans pitié et cruel. Il ne faut pas oublier que quelques années auparavant, la guerre russo-japonaise était en cours. Aussi, Vassili était choisi intentionnellement comme souffre-douleur par ses partenaires japonais. Il n'était pas un partenaire d'entraînement pour eux mais bien un véritable ennemi. Pas assez expérimenté, Vassili Ochtchepkov était brutalement jeté sur le tatami, étranglé sans ménagement, il eut même le bras brisé. Malgré tout cela, comme le veut le respect, la courtoisie et la tradition du judo, il remerciait ses partenaires pour cette leçon et les saluait humblement sans broncher, et ce, parfois même avec des côtes fracturées. Cet apprentissage à la dure lui sera très utile plus tard en URSS. Et bientôt, Vassili Ochtchepkov devint un adversaire redoutable, même pour les plus expérimentés. Vassili ne termina pas simplement le cours de l'institut, mais commença à réclamer le degré de maître, la ceinture noire. Six mois plus tard, le 15 juin 1913, il obtint de Jigoro Kano sa ceinture noire 1er dan. À cette époque, il était très difficile d'obtenir des grades de la part des maîtres japonais, spécialement pour un étranger et encore plus pour un ancien ennemi d’origine russe. Vassili Ochtchepkov était le premier Russe et un des quatre premiers Européens à obtenir un grade de ceinture noire de judo. Grâce à son obstination et à sa persévérance, le jeune Russe fut très honoré par de chauds éloges de la part du Grand Maître, Jigoro Kano, qui n'était pas habituellement très généreux dans ce genre de choses. Vassili Ochtchepkov garda longtemps les mots de Kano en mémoire : "L'ours russe a su suivre son propre chemin". Et quelque temps plus tard, il recevra son 2e dan le 4 octobre 1917.

### Retour en Russie
En 1914, à son premier retour en Russie à Vladivostok, il ouvrit une école comportant une cinquantaine de membres et y enseigna le judo. Il fut le pionnier du judo en Russie. En ce temps-là, la lutte japonaise était nouvelle même pour les États de l'ouest. Après avoir acquis les connaissances de bases relatives au judo, les membres participèrent à une première compétition internationale Russie-Japon. Le 4 juillet 1917, les élèves de Vassili Ochtchepkov ont affronté l'équipe du Collège Commercial Otaru dirigé par Hidetoshi Tomabetsu. - Cet événement coïncidait à quelques mois près avec l'ouverture du premier club de judo européen en 1918 : le Budokwai de Londres, fondé par Gunji Koizumi (en). Ainsi, la première compétition internationale de judo n'a pas eu lieu à Paris, à Londres ou à New York, mais bien à Vladivostok en Russie.

Parce qu'il connaissait le japonais et l'anglais en plus du russe, Vassili Ochtchepkov trouva du travail comme traducteur dans l'armée russe. Quelques rumeurs circulent d'ailleurs à ce sujet : Vassili Ochtchepkov était, à son insu, impliqué dans un plan à long terme des Services Secrets de l'Empire Russe. Ce plan consistait à construire un réseau d'agents capable d'intervenir dans le cas d'une crise politique de l'extrême-orient. Les capacités au combat de Vassili Ochtchepkov ainsi que sa maîtrise de la langue japonaise ont été utilisées par l'Armée Rouge lors de son inévitable implication dans le service. En 1917, il soutient la Grande Révolution d'octobre. Il est envoyé par les nouvelles autorités du pays au Japon et en Chine où il reste pour un certain temps.

### Au service de la révolution
Vladimir Ilitch Lénine créa en 1918 le "Vseobuch" (Vceobshchee Voennoye Obuchenie) qui se traduit par "Instruction Militaire Générale" dans le but d’entraîner la grande Armée rouge, sous la direction de Nikolaï Podvoïski (ru). Cette organisation pour la préparation militaire de la grande Armée Rouge fut la première étape de développement du sambo soviétique. Elle est le commencement d'une véritable militarisation du sport en Union Soviétique : des clubs sportifs sont créés dans les usines, les dépôts de chemin de fer et les mines du pays. Le commandant Kliment Vorochilov sera chargé du développement du combat corps à corps militaire et fondera le centre d'entraînement du NKVD (futur KGB) : le Club Dynamo. Viktor Spiridonov a été le premier instructeur à y être engagé. Le rôle du Komsomol (Organisation des Activités de la Jeunesse) a aussi été très important. Cet organisme forma des cellules de jeunes au combat à mains nues dans des centres paramilitaires.
Depuis 1921, Vassili Ochtchepkov était commandeur dans l'Armée Rouge et y effectuait un travail quelque peu étrange. Il annonçait et vendait des filmes russes au Japon et en Chine. Cette occupation à la facette civile et commerciale n'était en fait qu'une couverture pour son travail au sein du Service de Renseignement. En ce temps-là, le Japon et la Chine étaient des ennemis de l'URSS et une bonne connaissance de ces pays ainsi que du langage local aida grandement Ochtchepkov à faire son travail aux renseignements. En tant que maître d'arts martiaux, il eut la possibilité d'étudier le wushu en Chine. Quand il revint à Vladivostok, il fit ce qu'il aimait le plus : il enseigna les arts martiaux à une nouvelle génération d'étudiants. Mais bientôt, Vassili Ochtchepkov fut muté en 1925 à Novossibirsk où il est enrôlé dans l'Armée Rouge à titre de traducteur militaire et détaché au quartier général du district de Sibérie. Vassili Ochtchepkov était passé maître dans les difficiles langages d'orient, même les plus grands spécialistes le consultaient régulièrement pour lui demander conseil. Mais la lutte, le judo et l'autodéfense restaient la partie principale de sa vie. Il développa, enseigna et propagea sa science du combat, de la lutte et de l'autodéfense dans les milieux militaires. Il fit plusieurs démonstrations d'arts martiaux, notamment à la rencontre de la section d'Osoviahim (Rassemblement de tous les clubs militaires d'URSS pour la préparation des civils) au quartier général militaire du district de Sibérie. Vassili Ochtchepkov fit un rapport sur l'autodéfense et souligna comment le judo était utilisé pour des besoins militaire. Immédiatement il démontra quelques techniques et le public fut très impressionné par son efficacité et par sa façon de désarmer ses assaillants. Il accepta de faire une autre démonstration d'autodéfense contre un groupe d'assaillants. Vassili Ochtchepkov devint vite très populaire parmi les officiers du quartier général et il fut invité à enseigner à la section du Dynamo de Novossibirsk. En 1929, Ochtchepkov est invité à Moscou pour diriger un "projet spécial de judo" pour l'Armée Rouge, sous la supervision du directeur du Département d'Éducation Physique, le Général Boris Alekseïevitch Kalpus (Борис Алексеевич Кальпус, 1895-1938). Le Général Kalpus était chargé du développement d'une méthode d'autodéfense pour l'Armée Rouge. Après avoir entendu parler des activités d'Ochtchepkov à Novossibirsk, il comprit la valeur de cet homme et qu'il ne fallait pas faire l'erreur de ne pas l'inviter dans son groupe de recherche. En décembre de la même année, la section des sports de l'Armée Rouge de Moscou ouvrit un cours de deux mois. Le programme d'étude se divisait en trois sections :
1. Techniques de projections, techniques articulaires, techniques de frappes de mains et de pieds, techniques d'étranglements.
2. Méthode d'autodéfense pour un homme non armé contre un homme, armé d'une mitraillette, d'un revolver, d'un sabre, d'un couteau ou toutes autres armes de combats rapprochés.
3. Méthode de combat à mains nues pour deux hommes, basée sur le judo mais avec une approche plus élaborée au niveau de l'autodéfense.

Ce programme s'adressait à ceux (militaires) qui désiraient améliorer leur habileté au combat par la création d'un groupe sportif spécial, lequel serait préparé pour la compétition. L'instructeur était évidemment le camarade Vassili Ochtchepkov. À chaque fois que Vassili Ochtchepkov débutait son travail pour effectuer une démonstration de son art, il le faisait à sa manière. "L'ours russe a su suivre son propre chemin" disait de lui Jigorō Kanō, et son apprentissage à la dure au Kōdōkan lui servit bien. Il entra donc sur la scène centrale du lieu d'entraînement de l'Armée Rouge lors d'un événement sportif spécial. Les spectateurs regardèrent avec grand intérêt cet homme grand et robuste habillé en partie de manière militaire. Après un court moment, tous comprirent qu'il était « LE » grand maître. Il fut attaqué par plusieurs « ennemis » à mains nues, armés de vraies armes : sabres, mitraillettes, couteaux, revolvers. Ils ne jouaient pas, les baïonnettes, les couteaux, les sabres étaient bien aiguisés, même les armes étaient chargées à blanc. Les attaques étaient bien réelles. Les spectateurs placés derrière Ochtchepkov étaient capables de dire s'il avait bien réussi à désarmer l'agresseur avant qu'il n'ait eu le temps de tirer. On pouvait très bien voir le feu sortir du canon des armes et savoir si Ochtchepkov avait eu le temps d'éviter une balle potentielle. La démonstration était vraie, il désarma les assaillants armés de lames, les mitraillettes et les revolvers se retrouvaient dans ses mains avant que « l'ennemi » n'ait pu tirer ou ils criaient de douleur à cause de l'application de techniques articulaires douloureuses de la part d'Ochtchepkov. Il y eut plusieurs photos prises relatant sa performance. Il va sans dire, qu'après cette démonstration, Vassili Ochtchepkov se retrouva chargé des cours de préparation militaire au combat corps à corps. Il prit part à la création d'un manuel où il est possible de voir des photos et des descriptions de la méthode d'Ochtchepkov. Vassili Ochtchepkov n'était pas seulement un théoricien, il participa à de nombreuses compétitions de combats corps à corps et remporta la première place.
Lors de son séjour au Japon, Vassili Ochtchepkov avait observé une dilution des techniques du Tenjin Shinyo Ryu (en) jujitsu et du Kito Ryu (en) jujitsu de la part de Jigorō Kanō dans la création de son judo au Kodokan. Ochtchepkov comprenait que le but de Kano était de créer une méthode éducative et de la rendre accessible à tous. C'est pourquoi Kano avait agi ainsi. Mais Ochtchepkov, lui, avait pour mission de créer un système de combat efficace. C'est ainsi, dans le but d'évaluer et d'intégrer ces techniques de combat délaissées par le judo de Jigoro Kano, que Vassili Ochtchepkov fut mis en contact avec un expert de jujitsu et de lutte gréco-romaine, Viktor Spiridonov. Ce dernier était également un vétéran et un officier de la Première Guerre mondiale en plus d'être un des premiers instructeurs de lutte et d'autodéfense du Dynamo. Cette collaboration de Vassili Ochtchepkov et de Viktor Spiridonov, assuré par le gouvernement soviétique, avait pour but de créer un nouveau style de combat "corps à corps" adapté pour les besoins de l'Armée Rouge. Ce développement devait se faire sur deux facettes. La première, créer un système mettant l'emphase sur des applications pratiques. La deuxième, créer un sport pour la population civile pouvant être aisément converti en technique de combat réelle pour les militaires avec quelques ajouts mineurs. La vision d'Ochtchepkov était claire, plus son "nouveau judo" serait développé et promu comme un sport à l'échelle nationale, plus il serait facile de créer avec un répertoire technique adéquat, un art martial, pouvant en un instant être transformé pour les besoins militaires. C'est ce qui donnera plus tard les deux tendances du sambo, soit le "sambo militaire", "combat sambo" ou "boïevoe sambo" et le "sambo sportif" ou "borba sambo". Tout ceci se déroula à une période dangereuse pour l'Union Soviétique, à cause de la menace d'invasion extérieure que posaient l'Allemagne nazie et la Finlande. Les Russes étaient plutôt paranoïaques envers leurs voisins incluant les Pays baltes et la Roumanie. Ainsi donc, en 1932, on comptait déjà plus de 165 000 judoka en URSS, alors qu'en France on en compterait que 7 500 en 1950.
Pour Vassili Ochtchepkov, l'usage des coups de pied avait une place importante dans le combat corps à corps. Son principe était simple : frapper-projeter-frapper. Il avait également compris que pour pouvoir obtenir une bonne expérience pour donner des coups de pied et se défendre contre ceux-ci, l'apprentissage ne devait s'effectuer que par du combat libre. Mais l'apprentissage au combat libre avec l'utilisation de méthodes dangereuses était impossible. Il créa donc une sorte d'armure, un peu comme le bōgu de kendo ou de nihon kenpo, ainsi que des gants et des protège-pieds rembourrés, comme ceux utilisés en kick boxing.
Vassili Ochtchepkov était un maître de judo et il en connaissait tous les bons côtés. Mais contrairement à plusieurs autres judoka, il était aussi capable d'en reconnaître les mauvais côtés. Il n'était pas le genre d'étudiant timide qui suivait aveuglément les maîtres japonais, copiant leurs moindres mouvements sans jamais avoir même l'idée de remettre en question les concepts du judo établis par Jigorō Kanō. Il ne se limita donc pas qu'aux choses provenant exclusivement du Japon. Il essaya de créer un système nouveau et efficient de lutte et d'autodéfense, un système plus efficace que tous les autres. Le développement de ce système de combat s'effectua de manière totalement indépendante, sans contact avec les autres écoles de judo. Il n'était limité en rien, il était absolument libre dans l'évolution de son travail. Son approche était scientifique, il révisait et modifiait les principes désuets. Ses évaluations pratiques se basaient sur des connaissances modernes. Vassili Ochtchepkov repensa tout le judo du Kodokan pour les besoins de la réalité russe, un peu comme Mikinosuke Kawaishi (pionnier du judo français) le fera en France quelque temps plus tard. Vassili Ochtchepkov apporta de nouvelles méthodes d'entraînement, des stratégies de combats différentes, se basant sur d'autres systèmes de luttes : russe (slave), européenne, américaine. Il intégra un exercice physique appelé "mouvement libre" du système Muller, Buk et Suren, originaire de la Suède. Cet exercice très important dans le samoz, au sambo et au systema est souvent confondu avec le randori japonais. Il a aussi introduit qu'un suivi médical serré, sur la santé des lutteurs, soit régulièrement effectué. Bien que cela semble étrange, Vassili Ochtchepkov disait que même les Japonais n’avaient pas une bonne méthode pour enseigner le judo. Chaque professeur n'enseignait que sur les bases de sa propre expérience et sur ses habiletés personnelles. Les professeurs japonais niaient la nécessité d'avoir recours à des exercices spécifiques et les ignoraient. Avec l'aide de Viktor Spiridonov, il apportera une approche bien différente de l'approche japonaise à ce nouveau système et sera l'ingénieur d'un système de combat non orthodoxe. Viktor Spiridonov avait été un investigateur pour le Dynamo (NKVD) sur différents systèmes de combat. Il avait voyagé en Mongolie, en Chine et en Inde pour observer les différents styles locaux d'arts martiaux. Alors que chez les Japonais on perfectionnait le concept d'arts martiaux, où le raffinement technique peut mener au développement personnel et à l'illumination spirituelle, les Russes eux perfectionnaient le concept de combat de survie. Ils ne s'entraînaient pas pour parfaire leurs techniques mais bien pour devenir compétents avec leurs techniques dans toutes les situations possibles. Cette attitude fut cruciale pour l'évolution et à la création de ce qui allait devenir le sambo. Par exemple, une technique exécutée debout était examinée pour voir si elle pouvait s'exécuter au sol et vice versa, si une technique de balayage était exécutée avec un pied pouvait-elle avoir une variation exécutée avec un genou ou une main, dans quelles situations ces variations s'appliquent-elles, etc. Vassili Ochtchepkov reprit les traditions vestimentaires et techniques des styles traditionnels d’URSS, et dota ses lutteurs d'une solide veste très près du corps, dans laquelle passait une ceinture qui la maintenait fermement contre le corps. C'est lui qui a abandonné le keikogi traditionnel de judo au profit de vestes spéciales de sambo (Kurtka (en)), de shorts sportifs (trusi) et qui a introduit l'usage des chaussures de sambo en cuir à semelle souple (sambofki). Il changea le tatami traditionnel comme recouvrement de plancher pour un tapis de lutte plus souple. Ces changements permirent des projections plus sécuritaires, ce qui réduisit les blessures. Cela permit aussi de développer plus profondément les techniques de combat au sol. - Les Japonais diront eux-mêmes plus tard que les techniques au sol du sambo sont plus développées que celles du judo, et qu'étudier le sambo rendrait leur méthode de combat (le judo) plus riche. C'est d'ailleurs au Japon que sera créée la première fédération de sambo hors URSS. - Le système d'entraînement innovateur créé par Vassili Ochtchepkov fut adopté par Viktor Spiridonov pour les besoins de la création d'un art martial mortel, dédié au sabotage. Vassili Ochtchepkov a toujours ouvertement admis l'influence du judo dans ce nouveau système, ce qui déplaisait aux autorités qui auraient voulu un système de combat aux origines uniquement russes. À cause de son attitude controversée, Ochtchepkov était considéré comme un personnage politiquement dangereux.
À cette équipe de développement s'était rajouté Anatoli Kharlampiev (ru) et Ivan Vassiliev (ru), qui avait également voyagé autour du globe pour y étudier les différents styles d'arts martiaux. Anatoli Kharlampiev, alors âgé d'environ vingt ans, fut le premier étudiant à qui Vassili Ochtchepkov enseigna son nouveau système de combat. Avec ce groupe de spécialistes de luttes d'URSS, Ochtchepkov complète la "lutte libre" qui préfigure au sambo sportif actuel. Il diffuse largement le nouveau style, qui se popularise dans les instituts sportifs des grandes villes telles que Moscou et Leningrad. Après une dizaine années de recherche, de développement, d'essais, le sambo prit officiellement vie le 16 novembre 1938. Depuis 1930, le Gouvernement soviétique était devenu plutôt réticent face aux influences extérieures du pays et désirait que toutes les « grandes réalisations » du pays n'aient qu'une origine russe ou soviet, incluant les arts martiaux. Il n'y avait donc aucune place pour un sambo avec des techniques attribuées à des maîtres japonais. Pour ces raisons plutôt obscures, Vassili Ochtchepkov ne survivra pas aux purges staliniennes et ne verra jamais l'aboutissement de son travail. En 1937, le pays entier était sous la pression d'arrestations nocturnes arbitraires de la part des services secrets du NKVD et de sa police secrète. Le slogan de l'époque était : « Mieux vaut arrêter dix innocents plutôt que de laisser un espion s'échapper ». C'était ce qui constituait la base de la sécurité interne de cette année-là. Le critère pour soupçonner une activité criminelle était en fait très simple : toute personne pouvait être arrêtée si elle voyageait ou si elle avait des relations ou des amis dans un pays autre que l'URSS. Parce qu'Ochtchepkov n'avait jamais voulu renier ses racines martiales relatives au judo, ni l'emploi et l'utilisation du mot judo ainsi que ses relations avec ses maître japonais, un décret de conspiration fut déposé contre lui le 29 septembre 1937. Bien qu'il eût été mandaté par le passé, pour servir d'agent pour les services de renseignements et pour entretenir des relations avec le Japon et la Chine, c'est paradoxalement pour ces mêmes raisons qu'il fut mis aux arrêts dans la nuit du 1er octobre 1937. Il fut arrêté par la police secrète et faussement accusé d'être un espion à la solde des Japonais}. Dix jours plus tard, il fut victime d’une exécution sommaire lors de son incarcération dans la prison de Boutyrka, d'une balle dans la tête tirée à bout portant. C'est dans ces circonstances obscures que Vassili Ochtchepkov décéda à l'âge de 44 ans. Anatoli Kharlampiev se distança lui-même de son allégeance envers son ancien professeur. Il s'autoproclama l'unique créateur et inventeur de ce système de combat basé uniquement sur les anciennes formes de luttes slaves. C'est dans le but de se rattacher à un système typiquement d'origine russe, propagande oblige, et de supprimer toutes traces d'influences extérieures que ce système de combat prit officiellement le nom de sambo le 16 novembre 1938.